# Nekrolog 1638
Nekrolog
◄◄
| ◄
| 1634
| 1635
| 1636
| 1637
| 1638 | 1639 | 1640 | 1641 | 1642 | ► | ►►
Weitere Ereignisse | Allgemeiner Nekrolog 1638
Die Beschreibung der verstorbenen Person sollte so kurz wie möglich gehalten sein und nur deren signifikante Tätigkeit(en) enthalten.
Neue Namen ggf. auch unter dem Geburts- und Sterbedatum, also etwa unter 1. Januar und im Geburts- und Sterbejahr (2024) eintragen (nur bei entsprechender großer Wichtigkeit). Für Beispiele siehe die schon vorhandenen Artikel.
Außerdem über die fünf zuletzt Verstorbenen, zu denen es einen ausreichend guten Artikel für eine Präsentation auf der Hauptseite gibt, nach der todesbedingten Überarbeitung der Artikel ggf. auch unter Wikipedia Diskussion:Hauptseite informieren und sie am besten auch in den anderen Wikipedia-Sprachversionen eintragen. Tipp: Regelmäßig bei news.google.de nach „ist tot“, „gestorben“ oder „verstorben“ suchen.
Wenn eine Person gestorben ist, gibt es viele Seiten zu dieser Person in der Wikipedia, die davon auch betroffen sind und entsprechend aktualisiert werden müssen. Beispiele: Namenübersichtsseite, Geburtsjahr, Geburtsort-Seiten und viele mehr.
Wie finde ich die betroffenen Seiten?
Im Suchfeld auf der linken Seite gibt man den Suchbegriff so ein: „Vorname Nachname“. Dann klickt man auf Volltext und alle Seiten mit entsprechendem Suchtext werden aufgerufen. Hier sieht man dann schnell, wo auch das Todesjahr Sinn macht oder sogar ein Teil des Artikels angepasst werden muss. Auch hilft das „Werkzeug“ auf der linken Seite sehr gut, um solche Seiten aufzufinden: „Links auf diese Seite“. Somit ist die Wikipedia wieder aktuell in allen Bereichen! Hinweis: bei Eintragung der Kategorie „Gestorben JAHR“ wird der Missbrauchsfilter 49 ausgelöst, was jedoch nicht schlimm ist. Siehe: Spezial:Missbrauchsfilter/49
Dies ist eine Liste von im Jahr 1638 verstorbenen bekannten Persönlichkeiten. Die Einträge erfolgen innerhalb der einzelnen Daten alphabetisch sortiert. Tiere sind im Nekrolog für Tiere zu finden.

## Januar
| Tag        | Name                                | Beruf, bekannt als | Alter | Beleg |
| ---------- | ----------------------------------- | --- | ----- | ----- |
| 7. Januar  | Tomasz Zamoyski                     | Wojwode von Podolien und Kiew | 43    |       |
| 18. Januar | Johann von Reuschenberg zu Overbach | jülischer Rat, Amtmann zu Jülich, Erbmarschall des Herzogs von Limburg, Erbvogt der Herrlichkeit Fléron, kaiserlicher und kursächsischer Oberhofmeister |       |       |
| 20. Januar | Christoph Lehmann                   | deutscher Schriftsteller, Stadtschreiber in Speyer |       |       |
| 21. Januar | Ignazio Donati                      | italienischer Organist, Kapellmeister und Komponist |       |       |
| 27. Januar | Johann Eichrodt                     | Predigersohn und Jurist | 55    |       |
| Januar     | Adriaen Brouwer                     | flämischer Maler |       |       |
| Januar     | René Mézangeau                      | französischer Lautenist und Komponist |       |       |

## Februar
| Tag         | Name                              | Beruf, bekannt als                                                                       | Alter | Beleg |
| ----------- | --------------------------------- | ---------------------------------------------------------------------------------------- | ----- | ----- |
| Februar     | Zacharias Rosenbach               | deutscher Mediziner und Orientalist                                                      | 43    |       |
| 2. Februar  | Sigmund Adam von Traun            | österreichischer Freiherr, Hofkammerpräsident und niederösterreichischer Landesmarschall | 65    |       |
| 17. Februar | Johann Simon Weinmann der Jüngere | Bürgermeister von Heilbronn                                                              | 54    |       |
| 26. Februar | Claude Gaspard Bachet de Méziriac | französischer Mathematiker                                                               | 56    |       |
| 28. Februar | Heinrich Murer                    | Kartäusermönch und Historiker                                                            | 49    |       |

## März
| Tag      | Name                                         | Beruf, bekannt als                                                                                                | Alter | Beleg |
| -------- | -------------------------------------------- | --- | ----- | ----- |
| 2. März  | Dietrich Brömse                              | Ratsherr der Hansestadt Lübeck                                                                                    |       |       |
| 3. März  | Johann Andreas Coppenstein                   | deutscher römisch-katholischer Geistlicher in der Zeit der Gegenreformation und Angehöriger des Dominikanerordens |       |       |
| 6. März  | Zacharias Schäffer                           | deutscher Komponist und Historiker sowie Professor der Beredsamkeit an der Universität Tübingen                   | 65    |       |
| 7. März  | Edo Neuhaus                                  | deutscher Gymnasialrektor                                                                                         | 56    |       |
| 12. März | Dam Vitzthum von Eckstedt                    | kursächsischer Generalmajor                                                                                       | 42    |       |
| 13. März | Kuno von Alvensleben                         | Magdeburger Domherr, Mitglied der Fruchtbringenden Gesellschaft                                                   |       |       |
| 17. März | Charles I. de Blanchefort, marquis de Créquy | französischer Heerführer; Marschall von Frankreich                                                                |       |       |
| 19. März | Paulus Moreelse                              | niederländischer Maler des Barock                                                                                 |       |       |
| 22. März | Johann                                       | erster Fürst von Hohenzollern-Sigmaringen                                                                         | 59    |       |
| 23. März | Georg Flegel                                 | deutscher Stilllebenmaler                                                                                         |       |       |
| 25. März | Philipp Friedrich von Breuner                | österreichischer Feldzeugmeister, Kämmerer Wallensteins und Oberst eines Regiments zu Fuß (Jung-Breuner)          |       |       |
| 26. März | Palamedes Palamedesz                         | niederländischer Maler                                                                                            |       |       |
| 28. März | Marie Touchet                                | Geliebte des Königs Karl IX. von Frankreich                                                                       |       |       |

## April
| Tag       | Name                        | Beruf, bekannt als                                                                   | Alter | Beleg |
| --------- | --------------------------- | ------------------------------------------------------------------------------------ | ----- | ----- |
| 2. April  | Werner Teschenmacher        | deutscher Annalist, Humanist und reformierter Theologe                               | 47    |       |
| 4. April  | Lewis Mansel                | walisischer Adliger                                                                  |       |       |
| 6. April  | Sten Svantesson Bielke      | schwedischer Politiker, Generalgouverneur in Schwedisch-Pommern                      |       |       |
| 11. April | Willem Jacobszoon Delff     | holländischer Kupferstecher und Maler                                                | 57    |       |
| 12. April | Amakusa Shirō               | Führer des Shimabara-Aufstandes im Japan der Edo-Zeit                                |       |       |
| 13. April | Henri II. de Rohan          | Anführer der Hugenotten                                                              | 58    |       |
| 15. April | Johannes Fugger             | Herr von Kirchheim, Kaufmann, Geheimer Rat von Augsburg                              | 47    |       |
| 16. April | John Tradescant der Ältere  | englischer Gärtner und Botaniker                                                     |       |       |
| 19. April | Jeremias Drexel             | Erbauungsschriftsteller der Gegenreformation                                         | 56    |       |
| 22. April | Johann Jakob Ulrich         | Schweizer evangelischer Geistlicher und Hochschullehrer                              | 68    |       |
| 30. April | Jakob Löffler               | schwäbischer Rechtsgelehrter, württembergischer Kanzler und schwedischer Vizekanzler | 54    |       |
| April     | Ladislav Velen von Zerotein | mährischer Adliger                                                                   | 58    |       |

## Mai
| Tag     | Name                   | Beruf, bekannt als                                               | Alter | Beleg |
| ------- | ---------------------- | ---------------------------------------------------------------- | ----- | ----- |
| 5. Mai  | Jacques de Rousseaux   | niederländischer Maler                                           |       |       |
| 6. Mai  | Cornelius Jansen       | niederländischer Theologe und Bischof, Begründer des Jansenismus | 52    |       |
| 6. Mai  | Vincenzo Ugolini       | italienischer Kapellmeister und Komponist                        |       |       |
| 9. Mai  | Friedrich I.           | Begründer des Adelsgeschlechts Hessen-Homburg                    | 53    |       |
| 15. Mai | Wolfgang von Mansfeld  | kaiserlicher Feldmarschall                                       |       |       |
| 17. Mai | Domenico Cresti        | italienischer Maler                                              | 79    |       |
| 22. Mai | Heinrich von dem Bergh | spanischer General                                               |       |       |
| 27. Mai | Nicolas Formé          | französischer Sänger, Komponist und Geistlicher                  | 71    |       |

## Juni
| Tag      | Name                          | Beruf, bekannt als                                                | Alter | Beleg |
| -------- | ----------------------------- | ----------------------------------------------------------------- | ----- | ----- |
| 7. Juni  | Hildebrand Jost               | Schweizer römisch-katholischer Geistlicher und Bischof von Sitten | 52    |       |
| 9. Juni  | Johann Strube                 | deutscher Pädagoge                                                |       |       |
| 13. Juni | Zacharias Brendel der Jüngere | deutscher Chemiker, Mediziner und Botaniker                       | 46    |       |
| 15. Juni | Apollinaris de Almeida        | portugiesischer Jesuitengeistlicher und Märtyrer                  | 50    |       |
| 20. Juni | Ippolita Trivulzio            | Fürstin von Monaco                                                |       |       |
| 22. Juni | Manuel von Portugal           | niederländisch-portugiesischer Adeliger                           |       |       |
| 27. Juni | Kyrillos Loukaris             | griechischer Theologe                                             |       |       |
| 29. Juni | Ignaz Krafft                  | Abt der Stifte Neukloster und Lilienfeld                          |       |       |

## Juli
| Tag      | Name                       | Beruf, bekannt als                                                  | Alter | Beleg |
| -------- | -------------------------- | ------------------------------------------------------------------- | ----- | ----- |
| 2. Juli  | Gísli Oddsson              | isländischer Geistlicher, Bischof von Skálholt                      |       |       |
| 5. Juli  | Agnes Maria von Tübingen   | Gräfin aus dem Hause der Pfalzgrafen von Tübingen                   |       |       |
| 5. Juli  | Johann Torck               | Domherr in Münster und Subdiakon                                    |       |       |
| 8. Juli  | Johann Münden              | Hamburger Oberalter und Senator                                     | 73    |       |
| 11. Juli | Hans Bastian I. von Zehmen | Oberst und Kommandant von Magdeburg                                 | 40    |       |
| 19. Juli | Ippolito Aldobrandini      | italienischer Geistlicher                                           |       |       |
| 19. Juli | Antonius von Schönberg     | sachsen-altenburgischer Kammer- und Hofrat sowie Rittergutsbesitzer | 50    |       |
| 26. Juli | Crispin Klugmichel         | deutscher Philosoph                                                 | 53    |       |
| 26. Juli | Martin Neuffer             | deutscher Jurist                                                    | 44    |       |
| 27. Juli | Johann VIII.               | Graf zu Nassau-Siegen, General im dreißigjährigen Krieg             | 54    |       |

## August
| Tag        | Name                       | Beruf, bekannt als                                                                    | Alter | Beleg |
| ---------- | -------------------------- | ------------------------------------------------------------------------------------- | ----- | ----- |
| 1. August  | Joachim Wtewael            | niederländischer Maler                                                                |       |       |
| 3. August  | Philipp Moritz             | Graf von Hanau-Münzenberg                                                             | 32    |       |
| 8. August  | Matthias Berlichius        | deutscher Rechtswissenschaftler und Anwalt                                            | 51    |       |
| 10. August | Anton Heinrich             | Graf von Schwarzburg-Sondershausen                                                    | 66    |       |
| 10. August | Lucas Osiander der Jüngere | deutscher Theologe                                                                    | 67    |       |
| 10. August | Sibylla Schwarz            | deutsche Dichterin                                                                    | 17    |       |
| 12. August | Johannes Althusius         | deutscher Rechtsgelehrter, Politiker und Calvinist                                    |       |       |
| 12. August | Baltasar von Marradas      | spanischer Adliger, Malteserritter, kaiserlicher Feldmarschall, Statthalter in Böhmen | 77    |       |
| 19. August | Hildebrand von Kracht      | brandenburgischer Militär                                                             | 64    |       |
| 23. August | Georg von Mascow           | deutscher Theologe, Hochschullehrer in Greifswald                                     | 54    |       |
| 26. August | Sebastian Abesser          | deutscher evangelischer Theologe                                                      | 57    |       |
| 28. August | Matsukura Katsuie          | japanischer Daimyo                                                                    |       |       |
| August     | Peter Minuit               | Seefahrer                                                                             |       |       |

## September
| Tag           | Name                                  | Beruf, bekannt als | Alter | Beleg |
| ------------- | ------------------------------------- | --- | ----- | ----- |
| 3. September  | Johann Jakob Doertenbach              | deutscher Geschäftsmann, Gründer der Calwer Zeughandelscompagnie                                                                    |       |       |
| 5. September  | Dorothea von Hanau-Münzenberg         | deutsche Adlige | 82    |       |
| 10. September | Blasius II. Münzer                    | Abt im Kloster St. Blasien | 66    |       |
| 14. September | Hans de Ries                          | niederländischer Mennonit, formulierte eines der ersten Glaubensbekenntnisse der Gemeinschaft, ein Martyrologium und ein Gesangbuch | 84    |       |
| 15. September | Christoph Besold                      | deutscher Jurist und Staatsgelehrter                                                                                                | 60    |       |
| 21. September | Johannes van Mildert                  | flämischer Bildhauer |       |       |
| 23. September | Daniel Friderici                      | deutscher Komponist und Kantor |       |       |
| 23. September | Wilhelm Nigrinus                      | böhmischer Philosoph | 50    |       |
| 24. September | Georg Friedrich                       | Markgraf von Baden-Durlach | 65    |       |
| 24. September | John Harvard                          | nordamerikanischer Theologe englischer Abstammung                                                                                   | 30    |       |
| 25. September | Otto Gereon von Gutmann zu Sobernheim | Weihbischof in Köln |       |       |
| 26. September | Christian Ohm                         | deutscher Rechtswissenschaftler | 57    |       |

## Oktober
| Tag         | Name                    | Beruf, bekannt als                                        | Alter | Beleg |
| ----------- | ----------------------- | --------------------------------------------------------- | ----- | ----- |
| 1. Oktober  | Joseph Mede             | britischer Gelehrter (Philologe, Historiker) und Theologe |       |       |
| 3. Oktober  | Samuel Dresemius        | deutscher Philologe und Dichter                           | 60    |       |
| 4. Oktober  | Franz Hyazinth          | Herzog von Savoyen                                        | 6     |       |
| 6. Oktober  | Stefan Gabriel          | Schweizer reformierter Pfarrer                            |       |       |
| 6. Oktober  | Jakob Dircksz de Graeff | Bürgermeister von Amsterdam                               |       |       |
| 12. Oktober | Lucas Bacmeister        | deutscher lutherischer Theologe                           | 67    |       |
| 12. Oktober | Georg II. Grill         | österreichischer Zisterzienser                            |       |       |
| 18. Oktober | Georg Nymmann           | deutscher Mediziner                                       | 46    |       |
| 23. Oktober | Johann Ernst            | Fürst aus der ernestinischen Linie der Wettiner           | 72    |       |
| Oktober     | Adrian von Mynsicht     | deutscher Arzt, Alchemist und Chemiker                    |       |       |

## November
| Tag          | Name                                        | Beruf, bekannt als                                                              | Alter | Beleg |
| ------------ | ------------------------------------------- | ------------------------------------------------------------------------------- | ----- | ----- |
| 2. November  | Johann Bartholomäus Krüger                  | deutscher Mediziner                                                             | 29    |       |
| 9. November  | Johann Heinrich Alsted                      | deutscher reformierter Theologe, Philosoph, Pädagoge und Polyhistor             | 50    |       |
| 9. November  | Johann Christoph Neustetter genannt Stürmer | Domherr von Bamberg, Mainz und Würzburg, Geheimer Rat, Apostolischer Protonotar | 68    |       |
| 11. November | Cornelis van Haarlem                        | niederländischer Maler                                                          |       |       |
| 15. November | Andreas Bauer                               | deutscher lutherischer Theologe                                                 | 48    |       |
| 16. November | Edward Cecil, 1. Viscount Wimbledon         | englischer Militär und Parlamentsabgeordneter                                   | 66    |       |
| 19. November | Lelio Biscia                                | italienischer Kardinal und Bischof                                              | 63    |       |

## Dezember
| Tag          | Name                | Beruf, bekannt als                                   | Alter | Beleg |
| ------------ | ------------------- | ---------------------------------------------------- | ----- | ----- |
| 2. Dezember  | Petrus Cunaeus      | niederländischer Philologe und Rechtswissenschaftler |       |       |
| 6. Dezember  | Epifanio Ferdinando | italienischer Arzt der Renaissance                   | 69    |       |
| 8. Dezember  | Ivan Gundulić       | kroatischer Schriftsteller des Barock                | 49    |       |
| 18. Dezember | Père Joseph         | französischer Kapuziner                              | 61    |       |

## Datum unbekannt
| Tag                     | Name                           | Beruf, bekannt als                                                                     | Alter | Beleg |
| ----------------------- | ------------------------------ | -------------------------------------------------------------------------------------- | ----- | ----- |
|                         | Thomas Avenarius               | deutscher Organist und Komponist                                                       |       |       |
|                         | Giovanni Pietro Berti          | italienischer Sänger, Organist und Komponist des Barock                                |       |       |
|                         | Elway Bevin                    | englischer Organist, Komponist und Musiktheoretiker                                    |       |       |
|                         | Willem Blaeu                   | niederländischer Kartograf und Verleger                                                |       |       |
| zwischen März und April | Pieter Brueghel der Jüngere    | flämischer Maler                                                                       |       |       |
|                         | Vicente Carducho               | italienischer Maler                                                                    |       |       |
|                         | Hieronymus von Colloredo       | österreichischer kaiserlich-königlich Kämmerer aus der Asquinischen Linie              |       |       |
|                         | Jean de Croÿ                   | spanischer Militär, Politiker und Kunstsammler                                         |       |       |
|                         | Christine von Diez             | Tochter des Fürsten Wilhelm von Oranien?                                               |       |       |
|                         | Paul Eder von Kainbach         | österreichischer Adliger                                                               |       |       |
|                         | Gottfried Fritzsche            | Orgelbauer                                                                             |       |       |
|                         | Philipp von Gemmingen          | Grundherr in Rappenau                                                                  |       |       |
|                         | Reinhard von Gemmingen         | Grundherr in Bonfeld und Eschenau                                                      |       |       |
|                         | Friedrich von Helbach          | Schriftsteller; Theologe; Önologe; Alchemist                                           |       |       |
|                         | Franz Jügert                   | deutscher Jurist                                                                       |       |       |
|                         | Christoph von Krosigk          | Unterdirektor des anhaltischen Landtags                                                |       |       |
|                         | Barbara Longhi                 | italienische Ikonenmalerin der Gegenreformation                                        |       |       |
|                         | Hieronymus Marchstaller        | Abt des Stifts St. Paul im Lavanttal (1616–1638)                                       |       |       |
|                         | Conrad Melperger               | deutscher Maler                                                                        |       |       |
|                         | Magdalena de Passe             | niederländische Kupferstecherin                                                        |       |       |
|                         | Francis Pilkington             | englischer Komponist, Lautenist und Sänger                                             |       |       |
|                         | Rudolf von Planta              | Bündner Adliger, Führer der spanisch-österreichischen Partei in den Bündner Wirren     |       |       |
|                         | Matthias von der Recke         | Landhofmeister des Herzogtums Kurland und Semgallen                                    |       |       |
| Juni                    | Sarkis Rizzi                   | Maronitischer Bischof, Übersetzer der Bibel                                            |       |       |
|                         | Christoph Bernhard Schrader    | deutscher Jurist, Sekretär des Hansekontors in Bergen, Ratsherr der Hansestadt Rostock |       |       |
|                         | Giovanni Giacomo Sementi       | italienischer Maler und Radierer                                                       |       |       |
|                         | Jacob Isaacsz. van Swanenburgh | niederländischer Maler                                                                 |       |       |
|                         | Viksai                         | König des laotischen Königreiches von Lan Xang                                         |       |       |
|                         | John Ward                      | englischer Komponist des Frühbarock                                                    |       |       |
|                         | John Wilbye                    | englischer Komponist                                                                   |       |       |